# واکسن سرطان
واکسن سرطان (انگلیسی: Cancer vaccine) یا واکسن توموری, واکسنی است که یا سرطان موجود را درمان می‌کند یا از توسعهٔ سرطان جلوگیری می‌کند. واکسن‌هایی که سرطان موجود را درمان می‌کنند به عنوان واکسن‌های درمانی سرطان یا واکسن‌های آنتی‌ژن تومور شناخته می‌شوند. برخی از این واکسن‌ها «اتوولوگ» هستند که از نمونه‌های گرفته شده از بیمار تهیه می‌شوند و مخصوص همان بیمار هستند.
برخی از محققان ادعا می‌کنند که سلول‌های سرطانی به‌طور منظم به وجود می‌آیند و توسط سیستم ایمنی بدن از بین می‌روند (ایمونوسرویلانس); و اینکه تومورها زمانی تشکیل می‌شوند که سیستم ایمنی بدن در از بین بردن آن‌ها ناتوان می‌شود.
برخی از انواع سرطان‌ها، مانند سرطان دهانه رحم و سرطان کبد، توسط ویروسها (ویروس‌های سرطانزا) ایجاد می‌شوند. واکسن‌های سنتی علیه این ویروس‌ها، مانند واکسن پاپیلوما ویروس انسانی و واکسن هپاتیت ب، از این نوع سرطان‌ها جلوگیری می‌کنند. سایر سرطان‌ها تا حدی توسط عفونت‌های باکتریایی ایجاد می‌شوند (به عنوان مثال سرطان معده و هلیکوباکتر پیلوری). واکسن‌های سنتی علیه باکتری‌های سرطان‌زا (آنکوباکتری‌ها) در این مقاله بیشتر مورد بحث قرار نگرفته‌اند.

## روش
یک رویکرد در واکسیناسیون سرطان این است که پروتئین‌های موجود در سلول‌های سرطانی جدا شده و بیماران علیه این پروتئین‌ها به عنوان آنتی‌ژن واکسینه شوند، با این امید که سیستم ایمنی بدن تحریک شود تا سلول‌های سرطانی را از بین ببرد. تحقیقات در زمینه واکسن‌های سرطان در حال انجام است برای درمان سرطان پستان، سرطان ریه، سرطان روده بزرگ، سرطان پوست، تومور کلیه، سرطان پروستات و سایر سرطان‌ها.
رویکرد دیگر این است که یک واکنش ایمنی درون‌جا در بیمار با استفاده از ویروس‌های آنکولیتیک ایجاد شود. این رویکرد در داروی تالی‌موجن لاهرپاره‌پوک استفاده شده است، که یک واریانت از ویروس هرپس سیمپلکس است که به‌طور انتخابی در بافت تومور تکثیر می‌شود و پروتئین محرک ایمنی GM-CSF را بیان می‌کند. این امر واکنش ایمنی ضد تومور را به آنتی‌ژن‌های توموری که پس از کافت آزاد می‌شوند، تقویت می‌کند و یک واکسن خاص برای هر بیمار ایجاد می‌کند.

## مکانیزم عمل
واکسن‌های آنتی‌ژن توموری به همان شیوه‌ای عمل می‌کنند که واکسن‌های ویروسی عمل می‌کنند، یعنی سیستم ایمنی بدن را آموزش می‌دهند تا سلول‌هایی را که حاوی آنتی‌ژن در واکسن هستند، هدف قرار دهد. تفاوت این است که آنتی‌ژن‌ها برای واکسن‌های ویروسی از ویروس‌ها یا سلول‌های آلوده به ویروس به دست می‌آیند، در حالی که آنتی‌ژن‌ها برای واکسن‌های آنتی‌ژن توموری از سلول‌های سرطانی به دست می‌آیند. از آنجا که آنتی‌ژن‌های توموری آنتی‌ژن‌هایی هستند که در سلول‌های سرطانی یافت می‌شوند اما در سلول‌های عادی وجود ندارند، واکسن‌هایی که حاوی آنتی‌ژن‌های توموری هستند باید سیستم ایمنی را آموزش دهند تا سلول‌های سرطانی را هدف قرار دهد و نه سلول‌های سالم. آنتی‌ژن‌های خاص سرطان شامل پپتیدهایی از پروتئین‌هایی هستند که معمولاً در سلول‌های عادی یافت نمی‌شوند اما در سلول‌های سرطانی فعال می‌شوند یا پپتیدهایی که شامل جهش‌های خاص سرطان هستند. سلول‌های عرضه‌کننده آنتی‌ژن (APCs) مانند سلول‌های دندریتیک آنتی‌ژن‌ها را از واکسن جذب کرده، آن‌ها را به اپیتوپ پردازش کرده و اپیتوپ‌ها را از طریق پروتئین‌های مجموعه سازگاری بافتی اصلی به لنفوسیت تی ارائه می‌دهند. اگر سلول‌های تی اپیتوپ را به عنوان یک جسم خارجی شناسایی کنند، دستگاه ایمنی تطبیقی فعال شده و سلول‌هایی را که آنتی‌ژن‌ها را بیان می‌کنند، هدف قرار می‌دهند.

## پیشگیری در مقابل درمان
واکسن‌های ویروسی معمولاً با پیشگیری از گسترش ویروس عمل می‌کنند. به‌طور مشابه، واکسن‌های سرطان می‌توانند به گونه‌ای طراحی شوند که آنتی‌ژن‌های مشترک را پیش از تکامل سرطان هدف قرار دهند، اگر فردی عوامل خطر مناسب را داشته باشد. کاربردهای پیشگیرانه اضافی شامل جلوگیری از پیشرفت بیشتر سرطان یا انجام متاستاز و جلوگیری از عود پس از بهبودی می‌شود. واکسن‌های درمانی بر روی کشتن تومورهای موجود تمرکز دارند. در حالی که واکسن‌های سرطان به‌طور کلی ایمنی خود را نشان داده‌اند، اثربخشی آن‌ها هنوز نیاز به بهبود دارد. یکی از راه‌های بالقوه برای بهبود درمان واکسن، ترکیب آن با سایر انواع ایمنی‌درمانی‌هایی است که هدفشان تحریک سیستم ایمنی بدن است. از آنجا که تومورها معمولاً مکانیزم‌هایی برای سرکوب سیستم ایمنی ایجاد می‌کنند، ایمنی‌درمانی سرطان اخیراً توجه زیادی را به خود جلب کرده است به عنوان یک درمان احتمالی که باید با واکسن‌ها ترکیب شود. برای واکسن‌های درمانی، درمان‌های ترکیبی می‌توانند بیشتر تهاجمی باشند، اما برای ترکیب‌هایی که شامل واکسن‌های پیشگیرانه هستند، باید دقت بیشتری به ایمنی بیماران نسبتاً سالم توجه شود.

## انواع
واکسیناسیون‌های سرطان می‌توانند بر اساس سلول، پروتئین یا پپتید، یا بر اساس ژن (DNA/RNA) باشند. یا ارگانیسم‌های باکتریایی یا ویروسی زنده ضعیف شده.
واکسن‌های مبتنی بر سلول شامل سلول‌های تومور یا لیسیت‌های سلولی تومور هستند. پیش‌بینی می‌شود که سلول‌های تومور از بیمار بیشترین طیف آنتی‌ژن‌های مرتبط را داشته باشند، اما این رویکرد گران است و اغلب به تعداد زیادی سلول تومور از بیمار نیاز دارد تا مؤثر باشد. استفاده از ترکیبی از خط‌های سلولی توموری که شبیه به تومور بیمار هستند می‌تواند این موانع را برطرف کند، اما این رویکرد هنوز مؤثر نبوده است. واکسن Canvaxin که شامل سه خط سلولی ملانوما است، در آزمایش‌های بالینی مرحله سوم شکست خورد. یکی دیگر از استراتژی‌های واکسن مبتنی بر سلول شامل استفاده از سلول‌های دندریتیک خودی (سلول‌های دندریتیک مشتق شده از بیمار) است که آنتی‌ژن‌های تومور به آن‌ها افزوده می‌شود. در این استراتژی، سلول‌های دندریتیک که آنتی‌ژن‌ها را ارائه می‌دهند، مستقیماً سلول‌های تی را تحریک می‌کنند، به جای اینکه به پردازش آنتی‌ژن‌ها توسط APCهای بومی پس از تزریق واکسن تکیه کنند. بهترین واکسن شناخته شده سلول دندریتیک Sipuleucel-T (Provenge) است که فقط بقای بیمار را چهار ماه بهبود بخشید. اثربخشی واکسن‌های سلول دندریتیک ممکن است به دلیل مشکل در مهاجرت این سلول‌ها به گره‌های لنفاوی و تعامل آن‌ها با سلول‌های تی محدود باشد.
واکسن‌های مبتنی بر پپتید معمولاً شامل اپیتوپ‌های خاص سرطان هستند و اغلب نیاز به آدجوانت (برای مثال، GM-CSF) دارند تا سیستم ایمنی را تحریک کرده و آنتی‌ژنیسیته را تقویت کنند. نمونه‌هایی از این اپیتوپ‌ها شامل پپتیدهای HER2/neu مانند GP2 و NeuVax هستند. با این حال، این رویکرد نیاز به پروفایل‌سازی MHC بیمار دارد به دلیل محدودیت MHC. نیاز به انتخاب پروفایل MHC را می‌توان با استفاده از پپتیدهای بلندتر ("پپتیدهای بلند سنتتیک") یا پروتئین‌های خالص که سپس به اپیتوپ‌ها توسط APCها پردازش می‌شوند، برطرف کرد.
واکسیناسیون‌های مبتنی بر ژن شامل نوکلئیک اسید (DNA/RNA) هستند که ژن را کد می‌کند. سپس این ژن در APCها بیان شده و محصول پروتئینی که تولید می‌شود به اپیتوپ‌ها پردازش می‌شود. تحویل ژن برای این نوع واکسن به ویژه چالش‌برانگیز است. حداقل یک کاندید دارویی، mRNA-4157/V940، در حال بررسی واکسن‌های آران‌ای تازه توسعه یافته برای استفاده در این کاربرد است.
واکسیناسیون‌های با ارگانیسم زنده ضعیف شده، مانند سویه‌های لیستریا مونوسیتوژنز که نسبت به آمپی‌سیلین حساس هستند، جزو واکسن CRS-207 هستند.

## کارآزمایی‌های بالینی
وب‌سایت clinicaltrials.gov بیش از ۱۹۰۰ کارآزمایی را با واژه «واکسن سرطان» فهرست کرده است. از این تعداد، ۱۸۶ کارآزمایی مربوط به فاز ۳ هستند.
- در مراحل کارآزمایی بالینی لنفوم فولیکولار (نوعی از لنفوم غیرهاجکین)، محققان گزارش دادند که BiovaxID (به‌طور متوسط) طول مدت بهبودی را به مدت ۴۴٫۲ ماه افزایش داده است، در حالی که گروه کنترل به مدت ۳۰٫۶ ماه بهبود را تجربه کرده‌اند.[۱۵]
- در تاریخ ۱۴ آوریل ۲۰۰۹، شرکت Dendreon اعلام کرد که کارآزمایی بالینی فاز III واکسن sipuleucel-T برای درمان سرطان پروستات باعث افزایش بقا شده است. این واکسن در تاریخ ۲۹ آوریل ۲۰۱۰ توسط سازمان غذا و دارو (FDA) برای استفاده در درمان بیماران مبتلا به سرطان پروستات پیشرفته تأیید شد.[۱۶][۱۷]
- نتایج موقت از کارآزمایی فاز III واکسن talimogene laherparepvec در ملانوما نشان داد که واکسن به‌طور قابل توجهی پاسخ توموری بهتری نسبت به تجویز تنها GM-CSF داشت.[۷]
- یک بررسی در سال ۲۰۱۵ از واکسن‌های مبتنی بر پپتید، نتایج بیش از ۶۰ کارآزمایی که در ۱۳ ماه قبل از مقاله منتشر شده بود را خلاصه کرده است.[۱۲] این کارآزمایی‌ها بر سرطان‌های خونی (لنفوم، سرطان خون)، ملانوما (سرطان پوست)، سرطان سینه، سرطان سر و گردن، سرطان مری-معده، سرطان ریه، سرطان پانکراس، سرطان پروستات، سرطان تخمدان، و سرطان‌های روده بزرگ متمرکز بودند. آنتی‌ژن‌ها شامل پپتیدهایی از HER2/neu, تلومراز (TERT), سوروایوین (BIRC5), و Wilms' tumor 1 (WT1) بودند. چندین کارآزمایی همچنین از ترکیب‌های «شخصی‌سازی شده» شامل ۱۲–۱۵ پپتید متمایز استفاده کردند. این ترکیب‌ها شامل پپتیدهایی از تومور بیمار هستند که بیمار علیه آن‌ها پاسخ ایمنی نشان می‌دهد. نتایج این مطالعات نشان می‌دهد که این واکسن‌های پپتیدی عوارض جانبی کمی دارند و پیشنهاد می‌کنند که این واکسن‌ها پاسخ‌های ایمنی هدفمند را در بیمارانی که تحت درمان با این واکسن‌ها هستند، القا می‌کنند. مقاله همچنین ۱۹ کارآزمایی بالینی که در همان زمان شروع شده بودند را بررسی می‌کند. این کارآزمایی‌ها به سرطان‌های جامد، گلیوما، گلیوبلاستوما، ملانوما، و سرطان‌های سینه، گردن، تخمدان، روده بزرگ، و ریه غیرسلول کوچک هدف دارند و شامل آنتی‌ژن‌هایی از موسین نوع کوتاه اس ۱, IDO1 (Indoleamine 2,3-dioxygenase), CTAG1B, و دو گیرنده فاکتور رشد اندوتلیال عروقی FLT1 و گیرنده دومین درج کیناز هستند. قابل توجه است که واکسن IDO1 در بیماران مبتلا به ملانوما در ترکیب با مهارکننده‌های ایمنی ایپیلیموماب و مهارکننده BRAF ومورافنیب در حال آزمایش است.

جدول زیر که اطلاعاتی از یک بررسی اخیر را خلاصه کرده است، نمونه‌ای از آنتی‌ژن‌های استفاده شده در واکسن‌های آزمایش شده در کارآزمایی‌های بالینی فاز ۱/۲ برای هر یک از ۱۰ نوع مختلف سرطان را نشان می‌دهد:
| نوع سرطان                      | آنتی‌ژن                                   |
| ------------------------------ | ---------------------------------------- |
| سرطان مثانه                    | NY-ESO-1                                 |
| سرطان پستان                    | HER2/neu                                 |
| سرطان دهانه رحم                | HPV16 E7 (پاپیلوماویریده)                |
| سرطان روده بزرگ                | CEA (آنتی‌ژن کارسینوامبریونیک)            |
| سرطان خون                      | WT1                                      |
| ملانوم                         | پروتئین ملان آ، gp100, و تیروزیناز       |
| سرطان ریه غیرسلول کوچک (NSCLC) | URLC10, VEGFR1, و گیرنده دومین درج کیناز |
| سرطان تخمدان                   | سوروایوین                                |
| سرطان لوزالمعده                | موسین نوع کوتاه اس ۱                     |
| سرطان پروستات                  | MUC2                                     |